# Tominaga Naoki

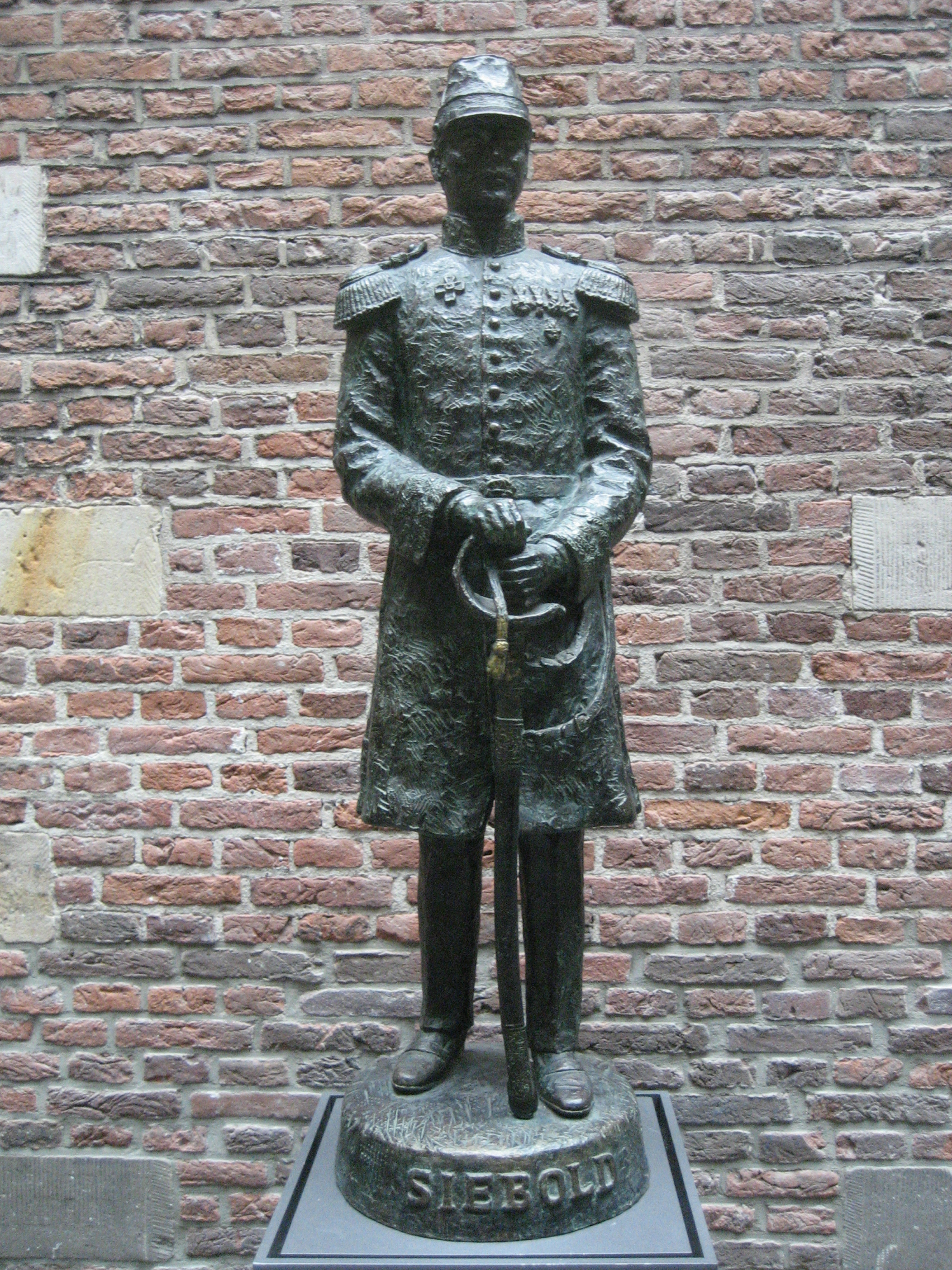
Philipp Franz von Siebold

Tominaga Naoki (japanisch 富永 直樹, eigentlich Tominaga Yoshio (富永 良雄); geboren 18. Mai 1913 in Nagasaki;  gestorben 11. April 2006) war ein japanischer Bildhauer der Shōwa-Zeit.

## Leben und Werk
Tominaga Naoki, geboren in Nagasaki, ging 1933 nach Tōkyō und schrieb sich an der „Tōkyō Bijutsu Gakkō“ (東京美術学校) ein, der Vorläufereinrichtung der Tōkyō Geijutsu Daigaku, und studierte Bildhauerei unter Kitamura Seibō. 1936, er war noch Student, als seine Skulptur „Kopf des Fräulein F“ (F子の首 F-ko no kubi) auf der staatlichen „Bunten“-Ausstellung angenommen wurde. 1938 bildete er sich weiter im Graduierten-Kursus der Schule, den er 1940 beendete.
Nach dem Pazifikkrieg wurde Tominaga lobend auf den „Nitten“- und anderen Ausstellungen erwähnt. Seine Skulptur „Mannschaftskapitän“ (主将 Shushō) wurde 1952 am Haupttor zum Prinz-Chichibu-Rugbystadion aufgestellt. – 1958 wurde er Mitglied der Nitten. Seine 1967 fertiggestellte „Kannon, die barmherzige Mutter“ (慈母観音像 Jibo Kannon-zō) wurde auf der Insel Awaji aufgestellt. 1968 erhielt er den Förderpreis des Kultusministers (芸術選奨文部大臣賞 Geijutsu Senshō Mombudaijin-shō), 1971 den Preis der Japanischen Akademie der Künste für seine Skulptur „Frischer Wind“ (新風 Shimpū). 1974 wurde er Mitglied der Japanischen Akademie der Künste, 1984 wurde er als Person mit besonderen kulturellen Verdiensten ausgezeichnet, 1989 mit dem Kulturorden.
Tominagas Stil ähnelt dem seines Lehrers Kitamura. Zusätzlich zu seiner Tätigkeit als Bildhauer war er bereits vor dem Kriege mit dem Entwerfen von Telekommunikations-Ausrüstung beschäftigt. Nach dem Krieg übernahm er das Design von Produkten der Firma Sanyo und war zum Schluss Leiter der Abteilung im Hauptquartier der Firma.
Weitere bekannte Werke Tominagas sind „Gezeiten“ (潮 Ushio) und „Ruf nach Frieden“ (平和の叫び Heiwa no sakebi).